# Polymesoda caroliniana
Polymesoda caroliniana is een tweekleppigensoort uit de familie van de Cyrenidae. De wetenschappelijke naam van de soort is voor het eerst geldig gepubliceerd in 1801 door Bosc.